# Deutsche Reichspartei
Deutsche Reichspartei var ett nationalistiskt parti i Västtyskland. Partiet grundades 1950 och upplöstes 1965.
Partiets viktigaste fråga var ett återupprättande av de tyska gränserna av år 1937, det vill säga ett Tyskland som inkluderade såväl det dåvarande Väst- som Östtyskland och också de områden i öster (Pommern, Schlesien och Preussen) som hade övergått i polsk ägo efter andra världskriget.

## Framträdande medlemmar
- Hans-Ulrich Rudel, tysk överste i Luftwaffe under andra världskriget anslöt sig till partiet efter att ha bott i Argentina från krigsslutet till 1953, då han återvände hem till Tyskland.
- Adolf von Thadden, senare partiledare för NPD.